# Kozmos: osobno putovanje
Kozmos: osobno putovanje (engl. Cosmos: A Personal Voyage) je američka znanstvena dokumentarna televizijska serija koju su napisali Carl Sagan, Ann Druyan i Steven Soter, sa Saganom kao predstavljačem. Izvršno ju je producirao Adrian Malone, producirali David Kennard, Geoffrey Haines-Stiles i Gregory Andorfer, te je režirali producenti David Oyster, Richard Wells, Tom Weidlinger i drugi. Pokriva širok raspon znanstvenih tema, uključujući porijeklo života i perspektivu našeg mjesta u svemiru.
Seriju je prvi put emitirala američka televizijska mreža Public Broadcasting Service 1980. godine i bila je najšire gledana serija u povijesti američke javne televizije sve do serije Građanski rat iz 1990. godine. Serija je i 2009. u svijetu još uvijek bila najšire gledana serija PBS-a. Osvojila je nagrade Emmy i Peabody, te je od tad bila emitirana unutar više od 60 zemalja i gledalo ju je više od 500 milijuna ljudi. Kao dopunu seriji, Sagan je objavio istoimenu knjigu, s 13 odgovarajućih poglavlja.
Kozmos: osobno putovanje je smatrano veoma značajnim od svog prvog prikazivanja; David Itzkoff iz The New York Timesa ga je opisao kao "prelomni trenutak za znanstvene teme televizijskih programa".

## Pregled
Kozmos je snimala 1978. i 1979. bivša losanđeleska PBS podružnica za televizijsku postaju KCET s budžetom od otprilike 6.3 milijuna američkih dolara, s preko dva milijuna dodatnih dolara dodijeljenih za promociju. Programski format je sličan prijašnjim BBC-evim dokumentarcima poput Civilizacije Kennetha Clarka, Uspona muškarca Jacoba Bronowskija i Života na Zemlji Davida Attenborougha. Međutim, za razliku od tih serija, koje su snimljene potpuno na filmu, Kozmos je koristio videovrpce za unutrašnje scene i specijalne efekte, dok je film korišten za vanjske scene. BBC—ev koproducent Kozmosa je kasnije emitirao seriju, no epizode su izrezane da stanu u 50-ominutni programski isječak.
Serija je znamenita za svoje revolucionarno korištenje specijalnih efekata, što je omogućilo Saganu da naizgled hoda kroz okoline koje su zapravo modeli, radije nego scene u punoj veličini. Pozadinska glazba sadrži dijelove grčkog skladatelja Vangelisa, poput Alpha, Pulstar i Heaven and Hell Part 1 (zadnji stavak služi kao tematska glazba za emisiju, i direktno je upućena kao naslov četvrte epizode). Kroz 13 sati serije, mnoge pjesme iz nekoliko albuma 1970-ih su korištene, poput Albedo 0.39, Spiral, Ignacio, Beaubourg i China. Svjetski uspjeh dokumentarne serije su stavile Vangelisovu glazbu u domove mnogih, i donijeli je pozornosti globalne publike.
Turner Home Entertainment je kupio Kozmos 1989. od proizvođača serije KCET-a. U izradi prijelaza na komercijalnu televiziju, sat vremena duge epizode su montirane na kraće duljine i Sagan je snimio nove epiloge za nekoliko epizoda, u kojim je objašnjavao nova otkrića i alternativna gledišta koja su se uzdigla od izvornog prikazivanja. 14. epizoda, koja se sastoji od intervjua između Sagana i Teda Turnera, je također snimljena. Ta nova verzija serije je na kraju izdana kao komplet video kazeta. Ista ta uređena verzija je izdana i na 12" LaserDiscu, popularni format potrošača u to vrijeme (predhodnik DVD-u i Blu-ray Disc formatima). Dvije epizode su izdane po disku, jedna epizoda na svakoj strani. LaserDiscovi za razne epizode su prodavani odvojeno, a ne u uokvirenom kompletu (kao izdanje za video kazete).
Kozmos je mnogo godina bio nedostupan nakon početnih izdanja zbog problema oko autorskih prava što se tiče pozadinske glazbe, ali kad je izdan 2000. godine na svjetskom NTSC DVD-u, podnapisi na sedam jezika i remasterirani 5.1 zvuk su uključeni, kao i zamijenjena glazba i zvučni efekti. 2005. godine, The Science Channel je ponovno emitirao seriju povodom 25. godišnjice, s ažuriranom računalnom grafikom i filmom, digitalnim zvukom i informacijom relevantnom za znanstvena otkrića u intervenirajućih 25 godina. Unatoč ponovnim prikazivanjem na Science Channelu, ukupna vremenska duljina 13 episoda (780 minuta) je smanjena za 25% na 585 minuta (45 minuta po epizodi) kako bi se napravilo mjesta za promidžbeni program.
U 2009. UK izdanju, Fremantle Media Enterprises je digitalno obnovila i remasterilara originalnu seriju kao DVD komplet od pet diskova koji je sadržavao dodatna znanstvena ažuriranja.

## Epizode
| Br. | Naslov                           | Datum emitiranja    |
| --- | -------------------------------- | ------------------- |
| 1. | "Obale kozmičkog oceana"         | 28. rujna 1980.     |
| Carl Sagan otvara program s opisom kozmosa i "Zamišljenog svemirskog broda" (u obliku sjemenke maslačka). Brod putuje kroz stotine milijardi svemirskih galaksija, Lokalnu Grupu, galaksiju Andromedu, Mliječnu Stazu, Maglicu Orion, naš Sunčev sustav, te na kraju planet Zemlju. Eratostenov uspješni izračun opsega Zemlje vodi do opisa drevne Aleksandrijske knjižnice. Konačno, "Doba znanosti" su opisani, prije povratka nazad punom rasponu Kozmičkog kalendara. Napomena: prerađena verzija serije dodaje Ann Druyanin uvod ovoj epizodi, snimljen nakon Saganove smrti, u kojem raspravlja neke od promjena koje su se dogodile u godinama nakon izvornog emitiranja. |                                  |                     |
| 2. | "Jedan glas u kozmičkoj fugi"    | 5. listopada 1980.  |
| Sagan govori priču o Heikegani rakovima i umjetnom odabiru rakova nalik samurajskim ratnicima kao uvod u raspravu o evoluciji kroz prirodni odabir (i zamke inteligentnog dizajna). Među temama je i razvoj života na Kozmičkom kalendaru i kambrijska eksplozija; funkcija DNK u razvoju; genetsko repliciranje, oporavci i mutacije; zajednička biokemija zemaljskih organizama; stvaranje molekula života u Miller-Ureyevom eksperimentu; i nagađanja izvanzemaljskog života (poput mogućeg života unutar Jupiterovih oblaka). Deset godina kasnije, u Cosmos Updateu, Sagan napominje da RNA također kontrolira kemijske reakcije i reproducira se, te različite uloge kometa (potencijalno nose organske molekule i moguć su uzrok masovnog izumiranja prije 65 milijuna godina, pri prijelazu Krede u Paleogen). |                                  |                     |
| 3. | "Sklad svjetova"                 | 12. listopada 1980. |
| Počevši s dijeljenjem nejasnog razmišljanja i pobožne prijevare astrologije od pažljivih promatranja astronomije, Sagan prati razvoj astronomskih promatranja. Krenuvši od zviježđa i obrednih kalendara (poput onih u Chaco kulturi), priča prijelazi na raspravu između Zemlje i heliocentričnog sustava: Ptolomej i geocentrični svjetonazor, Kopernikova teorija, sakupljanje podataka Tycha Brahe i postignuća Johannesa Keplera (Keplerovi zakoni planetarnog gibanja i prvi znanstveno-fantastični roman). |                                  |                     |
| 4. | "Raj i pakao"                    | 19. listopada 1980. |
| Sagan govori o kometima i asteroidima kao planetarnim sudaračima, dajući nedavni primjer tunguske eksplozije 1908. i mjesečev sudar kojeg su opisali kanterburijski redovnici 1178. godine. Zatim se prijelazi na opis okoliša Venere, od prijašnjih bajnih teorija ljudi poput Immanuela Velikovskijeg do informacija dobivenih iz sovjetskih sondi Venera i njihove primjene za učinak staklenika na Zemlji. Cosmos Update naglašava povezanost s globalnim zatopljenjem. |                                  |                     |
| 5. | "Blues za Crveni Planet"         | 26. listopada 1980. |
| Epizoda, odana planetu Marsu, počinje sa znanstvenim i fikcijskim spekulacijama oko Crvenog Planeta tijekom kasnog 19. i ranog 20. stoljeća (Rat Svjetova H. G. Wellsa, znanstveno-fantastični romani Edgara Ricea Burroughsa i lažna vizija kanala na Marsu Percivala Lowella). Radnja zatim prijelazi na rane eksperimente Roberta Goddarda u izgradnji raketa, inspiriranih čitajući znanstvenu fantastiku, te rad Marsovih sondi Viking 1 i Viking 2 u potrazi za životom na Marsu. Epizoda završava s mogućnošću teraformiranja i kolonizacijom Marsa, te Cosmos Updateom o važnošću Marsovog okoliša za Zemljin i mogućnošću misije s ljudskom posadom na Marsu. |                                  |                     |
| 6. | "Priče putnika"                  | 2. studenog 1980.   |
| Putovanja Voyager sondi su stavljena u kontekst Nizozemske u 17. stoljeću, sa svojom stoljećima dugom tradicijom istraživanja jedrenjacima i njenim suvremenim misliocima (poput Constantijna Huygensa i njegovog sina Christiana). Njihova otkrića su uspoređena s onima koje su Voyager sonde postigla, među kojima su Galilejanski i Saturnovi mjeseci. U Cosmos Updateu, s obradom slika se rekonstruiraju Voyagerovi svjetovi, te je prikazan njegov zadnji portret Sunčevog sustava dok ga napušta. |                                  |                     |
| 7. | "Hrbat noći"                     | 9. studenog 1980.   |
| Carl Sagan podučava učenike u školskoj učionici u Brooklynu, New Yorku, svojoj rodnoj četvrti, što vodi prema povijesti raznih mitologija o zvijezdama i postupnom otkrivanju njihove stvarne prirode. U staroj Grčkoj, neki filozofi (Aristarh sa Samosa, Tales iz Mileta, Anaksimandar, Teodor sa Samosa, Empedoklo, Demokrit) slobodno slijede znanstvene spoznaje, dok drugi (Platon, Aristotel i Pitagorejci) zastupaju ropstvo i tajnost spoznaje. |                                  |                     |
| 8. | "Putovanja u prostoru i vremenu" | 16. studenog 1980.  |
| Ideje o vremenu i prostoru su istražene u promjenama kojima se zviježđa podvrgnu tokom vremena, crvenim i plavim pomacima mjerenim u međuzvjezdanim objektima, vremenskim dilatacijama u teoriji relativnosti Alberta Einsteina, dizajnima letjelica Leonardo da Vincija i kozmičkih brodova koji bi mogli putovati blizu brzine svjetlosti, putovanjima kroz vrijeme i njegovim hipotetskim učincima na ljudsku povijest, podrijetlu Sunčevog sustava, povijesti života i beskrajnosti svemira. U Cosmos Updateu, ideja putovanja brzinom brže od svjetlosti kroz crvotočine (koju je istražio Kip Thorne i prikazana je u Saganovom romanu Kontakt) je raspravljana. |                                  |                     |
| 9. | "Životi zvijezda"                | 23. studenog 1980.  |
| Jednostavan čin pravljenja pite od jabuke je ekstrapoliran u atome i subatomske čestice (elektroni, protoni i neutroni). Mnogi od sastojaka potrebnih su načinjeni od kemijskih elemenata nastalih u životima i smrtima zvijezda (poput našeg Sunca), čiji su ishodi masivni crveni divovi i supernove ili urušavanja u bijele patuljke, neutronske zvijezde, pulsare te crne rupe. Oni proizvode sve vrste fenomena, poput radioaktivnosti, kozmičkih zraka, pa čak i iskrivljenja prostorvremena uzrokovana gravitacijom. U Cosmos Updateu se spominju supernova SN 1987A i neutrinska astronomija. |                                  |                     |
| 10. | "Rub vječnosti"                  | 30. studenog 1980.  |
| Počevši s podrijetlom svemira u velikom prasku, Sagan opisuje formiranje različitih tipova galaksija i anomalija poput sudara galaksija i kvazara. Epizoda nastavlja prema idejama o strukturi svemira, poput različitih dimenzija (u imaginarnoj Plošnozemskoj i četverodimenzionalnim hiperkockama), beskonačnom naspram konačnom svemiru te ideja o oscilirajućem svemiru (slična onoj u hinduističkoj kozmologiji). Traganje za drugim idejama poput tamne tvari i multiverzuma je prikazano, koristeći alate kao što je radio interferometar Vrlo velika mreža u Novom Meksiku. Cosmos Update prikazuje nove informacije o čudnim, nepravilnim površinama galaksija i Mliječnu stazu kao moguću prečkastu spiralnu galaksiju.                                                                                     |                                  |                     |
| 11. | "Postojanost pamćenja"           | 7. prosinca 1980.   |
| Ideja inteligencije je istražena u konceptima računala (koristeći bitove kao njihovu osnovnu jedinicu informacije), kitovima (u svojim pjesmama i smetenostima zbog ljudskih aktivnosti), DNK-u, ljudskom mozgu (evolucija moždanog debla, čeonog režnja, neurona, cerebralne hemisfere, corpus callosuma unutar trojednog mozga) te ljudskim građevinama za kolektivnu inteligenciju (gradovi, knjižnice, knjige, računala i sateliti). Epizoda završava sa spekulacijama o izvanzemaljskoj inteligenciji i informacijom zapisanoj na Zlatnoj ploči Voyagera. |                                  |                     |
| 12. | "Encyclopædia Galactica"         | 14. prosinca 1980.  |
| Pitanja su postavljena o potrazi za inteligentnim životom izvan Zemlje, s NLO-ima i drugim bliskim susretima opovrgnutim u korist komunikacije kroz znanstveni eksperiment SETI i radio teleskop poput onog u zvjezdarnici Arecibo. Vjerojatnost postojanja tehnološki naprednih civilizacija negdje u Mliječnom putu je interpretirana korištenjem Drakeove jednadžbe i buduća hipotetska Enciklopedija galaksije (lat. Encyclopædia Galactica), po uzoru na kamen iz Rosette, je pojašnjena kao repozitorij informacija o svjetovima u galaksiji. Cosmos Update napominje da je bilo manje viđanja NLO-eva, a više priča o otmicama, dok spominje program META i njegovo skeniranje neba za signalima. |                                  |                     |
| 13. | "Tko govori u ime Zemlje?"       | 21. prosinca 1980.  |
| Sagan se osvrće na budućnost čovječanstva i pitanje "tko govori u ime Zemlje?" u slučaju susreta s izvanzemaljcima. Uspoređuje vrlo različite susrete ljudi iz plemena Tlingit i istraživača Jean-François de La Pérouse s konkvistadorskim razaranjem Asteka. Zatim govori o nadirućoj prijetnji nuklearnog rata i prijetnjama prikazanim uništenjem Aleksandrijske knjižnice te ubojstvom Hipatije. Epizoda završava s pregledom početka svemira, evolucijom života i postignućima čovječanstva te čini molbu za čovječanstvo da njeguje život i nastavi svoje putovanje u kozmos. Cosmos Update napominje početno izviđanje planeta sa svemirskim letjelicama, pad berlinskoga zida, kraj Apartheida u Južnoj Africi i mjere poduzete za smanjenje broja nuklearnog oružja.                                         |                                  |                     |

### Ted Turner intervjuira dr. Sagana
Neke verzije serije, uključujući prvo sjevernoameričko kućno izdanje (iako ne DVD izdanje), su sadržavale posebno napravljenu 14. epizodu, koja se sastojala od sat vremena dugog intervjua između Sagana i Teda Turnera, u kojem su razgovarali o seriji i novim otkrićima u godinama od svog prvog emitiranja.

## Posebno izdanje
Posebno izdanje Kozmosa iz 1986. sadrži nove računalno animirane sekvence i snimljene odsječke sa Saganom, kao i novu naraciju. Uključuje i sadržaj iz Saganove knjige Komet i raspravu o njegovoj teoriji nuklearne zime; ovaj materijal nije korišten u naknadnim televizijskim ili kućnim izdanjima. Posebno izdanje je premijerno prikazano kao maratonski program na TBS televiziji, te je kasnije emitirano u Japanu, Njemačkoj, Australiji, Singapuru i Argentini. Puno je kraći od izvorne verzije, traje ukupno četiri i pol sata, podijeljena u šest 45-ominutnih epizoda:
1. Drugi svjetovi, 1. dio
2. Drugi svjetovi, 2. dio
3. Djeca zvijezda, 1. dio
4. Djeca zvijezda, 2. dio
5. Poruka s neba, 1. dio
6. Poruka s neba, 2. dio

Verzija Kozmosa iz 1986. sadrži mješavinu glazbe korištenu u izvornoj verziji, s jedinstvenim soundtrackom kojeg je skladao Vangelis naročito za posebno izdanje. Dio se često referira kao Comet, jer se Comet 16 koristi tijekom uvodne i odjavne špice svake epizode. Od 21 dijela, "Comet 16" je jedini koji je službeno izdan, iako se dio nove glazbe pojavljuje u remasteriranom DVD izdanju iz 2000. godine.

## GlazbaKozmosa

### Gramofonska ploča i kazeta
1981. godine je RCA Records, nedugo nakon emitiranja serije, izdao soundtrack na gramofonskoj ploči koji je sadržavao prepoznatljivu temu "Movement 3" (od "Symphony to the Powers B" s albuma Heaven and Hell) grčkog synthesista i skladatelja Vangelisa (katalog br. ABL 1-4003 i TMS-50061; oba također izdana na kazeti).
A-strana
1. Space / Time Continuum
  1. "Movement 3" (od "Symphony to the Powers B" s albuma Heaven and Hell) – Vangelis
  2. "11. simfonija u G-duru (Godina 1905.), Opus 103: Trg Palače (Adagio)" – Dmitrij Šostakovič (izvodili Leopold Stokowski i Houstonska simfonija)
  3. "Alpha" – Vangelis
2. Life
  1. "(Prikaz) Ždrali u svojem gnijezdu" – Goro Yamaguchi
  2. "Pachelbelov Kanon" – Johann Pachelbel (izvodio James Galway)
  3. "Četiri godišnja doba: Proljeće" – Antonio Vivaldi
  4. "More zvano 'Solaris' (BWV 639)" – Johann Sebastian Bach (izvodio Isao Tomita)
3. The Harmony of Nature
  1. "Igra za violinski solo br. 3 u E-duru, BWV 1006" – Johann Sebastian Bach (izvodio Arthur Grumiaux)

B-strana
1. Exploration
  1. "'Višnuova simfonija br. 19, Opus 217" – Alan Hovhaness
  2. "Legacy" – Larry Fast
  3. "Uskrsna uvertira" – Nikolaj Rimski-Korsakov (izvodila Seattleška simfonija)
  4. "Unutar srca svemira" – Toru Takemitsu
2. Cataclism
  1. "Fly...Night Bird" – Roy Buchanan
  2. "Beaubourg, Part 2" – Vangelis
  3. "Posvećenje proljeća" – Igor Stravinski (izvodio Simfonijski orkestar švedskog radija)
3. Affirmation
  1. "Entends-Tu Les Chiens Aboyer?" – Vangelis
  2. "Izlel ye Delyo Haydutin" – tradicionalna (izvodila Valja Balkanska)
  3. "Heaven & Hell, Part I" – Vangelis

### CD
1994. godine je RCA Records ponovno izdao kompilaciju originalnog soundtracka na CD-u i 2002. ju izdao pod svoju kolekcionarsku oznaku (RCA 07863 54003-2 USA; Collectables COL-CD-6293 USA). 2002. je godine posebno "kolekcionarsko izdanje" glazbe iz serije izdano na dva diska da poprati DVD izdanje, sadržavajući potpune verzije mnogih pjesama iz serije koje su u prijašnjim izdanjima bile dostupne samo kao isječci.

#### Kolekcionarsko izdanje
CD 1
1. "Heaven & Hell, Part I" – Vangelis (4:09)
2. "Godina 1905." – Dmitrij Šostakovič (izvodila Helsinška filharmonija) (5:38)
3. "Alpha" – Vangelis (5:42)
4. "(Prikaz) Ždrali u svojem gnijezdu" – Goro Yamaguchi (1:00)
5. "Koncert za klarinet u A-duru, K. 622" – Wolfgang Amadeus Mozart (izvodio Mostly Mozart Orchestra) (7:53)
6. "Pachelbelov Kanon" – Johann Pachelbel (izvodio James Galway) (5:08)
7. "Metamorphosis" – Jeffrey Boydstun (3:34)
8. "More zvano 'Solaris' (BWV 639)" – Johann Sebastian Bach (izvodio Isao Tomita) (6:04)
9. "Igra za violinski solo br. 3 u E-duru, BWV 1006" – Johann Sebastian Bach (Performed by Arthur Grumiaux) (2:53)
10. "Četiri godišnja doba: Proljeće" – Antonio Vivaldi (3:21)
11. "Sonata u C-duru za trubu, obou i violončelo" – Gottfried Finger (izvodio Leipziger Bach-Collegium) (1:21)
12. "Koncert za mandolinu i gudače u C-duru" – Antonio Vivaldi (2:34)
13. "Bajka o caru Saltanu" – Nikolaj Rimski-Korsakov (6:35)
14. "Legacy" – Larry Fast (5:47)
15. "Uskrsna uvertira" – Nikolaj Rimski-Korsakov (izvodila Seattleška simfonija) (7:44)

CD 2
1. "Pulstar" – Vangelis (5:13)
2. "'Višnuova simfonija br. 19, Opus 217" – Alan Hovhaness (4:02)
3. "Melancholy Blues" – Louis Armstrong And His Hot Seven (2:59)
4. "Aquarius – Hair (mjuzikl) (3:56)
5. "Beaubourg, Part 2" – Vangelis (3:14)
6. "The Planets: Mars" – Gustav Holst (izvodio Simfonijski orkestar Saint Louisa) (7:09)
7. "Alien Images 1" – Jeff Boydstun (3:24)
8. "Fly...Night Bird" – Roy Buchanan (7:43)
9. "Entends-Tu Les Chiens Aboyer?" – Vangelis (2:50)
10. "Posvećenje proljeća" – Igor Stravinski (izvodio Simfonijski orkestar švedskog radija) (10:31)
11. "Prayer of St. Gregory" – Alan Hovhaness (izvodila Seattleška simfonija) (4:45)
12. "Izlel ye Delyo Haydutin" – tradicionalna (izvodila Valja Balkanska) (5:01)
13. "Comet 16" – Vangelis (3:48) (Samo u posebnom izdanju Kozmosa)

### Singlovi
Glavna tema, zvana Heaven and Hell, Part 1, ali obrađena iz Heaven and Hell Part 1 3rd Movementa, je izdana u Ujedinjenom Kraljevstvu kao obrađena 7-inčna ploča BBC Recordsa (katalog br.: BBC1). 7-inčni singl nije imao tihi uvod na klavijaturi koji se može naći u punoj Vangelisovoj verziji na gramofonskoj ploči originalno izdanoj 1975. godine. B-strana 7-inčnog singla je bila obrađena verzija Alphe, uzete iz Vangelisovog albuma Albedo 0.39.
- 1981 Heaven and Hell / Alpha RCA 71 UK
- 1981 Heaven and Hell / Alpha BBC 1
- 1981 Theme from the TV-series COSMOS / Alpha PB 5356 Nizozemska
- 1981 Titelmelodie aus der TV-Serie "Unser Kosmos" / Alpha PB 5356 Zapadna Njemačka

## Nastavak
5. kolovoza 2011. su najavljeni planovi za nastavak serije, koja bi donijela aktualne specijalne efekte i znanstvena otkrića na teme i poruke izvorne serije. Nova 13-oepizodna serija, nazvana Kozmos: odiseja u prostorvremenu, je prvobitno najavljena za premijeru u 2012./13. po televizijskom rasporedu u Sjedinjenim Državama, ali je objava na Twitteru Neila deGrasse Tysona u lipnju 2012. ukazivala na izlazak u proljeće 2014. godine. Epizode su krenule s emitiranjem 9. ožujka 2014. na Foxu, a sljedećeg dana na National Geographic Channelu. Novu seriju je predstavljao astrofizičar Neil deGrasse Tyson i producirala dva živuća izvorna tvorca, Ann Druyan i Steven Soter, sa Sethom MacFarlaneom.

## Vanjske poveznice
- Cosmos u internetskoj bazi filmova IMDb-a
- The music of Cosmos: a look at the music of Vangelis Papathanassiou
- A complete list of the Cosmos soundtrack music, based on the original cue sheets
- Cosmos DVD review on VideoVista